# Martin Farndale
Le général Sir Martin Baker Farndale (né le 6 janvier 1929 et mort le 10 mai 2000) est un officier de l’armée britannique qui a atteint de hautes fonctions dans les années 1980.

## Carrière militaire
Après des études à la Yorebridge Grammar School d’Askrigg et à l'Académie royale militaire de Sandhurst, Martin Farndale s’engage dans la Royal Artillery en novembre 1948,. Il est allé au Staff College Camberley en 1959.
En 1969, Martin Farndale est nommé commandant du 1er régiment de la Royal Horse Artillery, qui est déployé en Irlande du Nord au début du conflit. En 1973, il est nommé commandant de la 7e brigade blindée en Allemagne, avant de retourner au Royaume-Uni en 1978 pour devenir directeur des opérations au ministère de la Défense. Dans ce rôle, il doit organiser le désarmement des guérilleros afin de faciliter la création de la future nation du Zimbabwe. Il a été nommé officier général commandant la 2e division blindée en Allemagne en 1980.
En 1983, Martin Farndale devient le General Officer Commanding (GOC) du 1er corps britannique. En 1985, il est nommé GOC de l’Armée britannique du Rhin et du Groupe d’armées du Nord. Il a également été colonel commandant de l’Army Air Corps de 1980 à 1987.
Après son départ en retraite fin décembre 1987, Martin Farndale a été conseiller à la défense de Short Brothers plc et de Deloitte Touche. Il a écrit quatre volumes de l’Histoire de l’Artillerie royale.

## Famille
Martin Farndale a épousé en 1955 Margaret Anne Buckingham. Ils ont eu un fils.

## Distinctions
- Ordre du Bain Chevalier Commandeur (KCB)